# General Drafting
Die General Drafting Corporation war ein Straßenkartenverlag mit Sitz in Convent Station im Bundesstaat New Jersey der USA. Die Firma wurde 1909 von Otto G. Lindberg gegründet, 1914 wurde er ihr erster Vorstandsvorsitzender. Diese Position bekleidete er bis zu seinem Tod 1968.

## Angebot
General Drafting zählte von 1930 bis 1970 neben der H. M. Gousha Company und Rand McNally zu den drei führenden Unternehmen der Branche. General Drafting verkaufte seine Karten nicht an eine Vielzahl kleinerer Kunden, sondern war exklusiver Herausgeber von Karten für Standard Oil of New Jersey (später Exxon). Sie veröffentlichten auch Karten für die Standard Oil Company of Kentucky und die Standard Oil Company of California.

## Geschichte
Gründer Lindberg war ein junger Einwanderer aus Finnland, der mit einem geliehenen Zeichenbrett und einem 500-USD-Darlehen seines Vaters 1909 in New York City  mit dem Kartografieren begann. Das Unternehmen erhielt seinen ersten Auftrag zur Herstellung von Straßenkarten von der American Automobile Association.
1923 gewann Lindberg Standard Oil of New Jersey als Kunden, indem er der Ölfirma die „beste Straßenkarte des Staates, die sie je gesehen hatten“, anbot. Diese Karten sollten kostenlos an deren Kundschaft als Werbegeschenk abgegeben werden. Diese Kartografie wurde allgemein als „ein außergewöhnlich attraktives Straßenkartendesign, das in den USA unübertroffen ist“, bezeichnet. Das Öl-Unternehmen war begeistert, ihre Geschäftsbeziehung mit Lindberg dauerte sechs Jahrzehnte an.
Als die Ölgesellschaften aufhörten, kostenlose Karten anzubieten, versuchte General Drafting, seine Kartenproduktion im Einzelhandel abzusetzen. Aber der Gewinn schrumpfte und 1992 wurde das Unternehmen von der deutschen Verlagsgesellschaft Langenscheidt gekauft und in die American Map Company aufgenommen.